# Чёрная (приток Грабленки)
Чёрная — река в России, протекает в Демянском районе Новгородской области. Исток реки находится у деревни Андрехново Ильиногорского сельского поселения. Южнее этого места (примерно в 2 км) проходит водораздел с бассейном Волги. Устье реки находится в 7 км по правому берегу реки Грабленка. Длина реки составляет 13 км.
Система водного объекта: Грабленка → Кунянка → Явонь → Пола → Ильмень → Волхов → Ладожское озеро → Нева → Балтийское море.

## Данные водного реестра
По данным государственного водного реестра России относится к Балтийскому бассейновому округу, водохозяйственный участок реки — Ловать и Пола, речной подбассейн реки — Волхов. Относится к речному бассейну реки Нева (включая бассейны рек Онежского и Ладожского озера).
Код объекта в государственном водном реестре — 01040200312102000022141.